# Latinsko idro
Latinsko idro je međunarodna jedriličarska regata u Hrvatskoj.
Održava se redovno, svake godine, od 1998. u pomorju otoka Murtera. 
Svake godine u povodu blagdana sv. Mihovila, zaštitnika murterske župe, održava se regata Latinsko idro.
Sudionici te regate su tradicionalni brodovi s latinskim jedrom. 
Latinsko idro ustvari nije ni brod ni jedro, ni regata ni turistička fešta... Latinsko idro je podsjetnik na jedan način života, na jedan izniman prostor, na jedan duhovni svijet i njegovo postojanje. Latinsko idro je sinteza svih djelatnosti i postupaka, svih znanja i obrta, svih pomorskih vještina i iskušenja, stanja duha i vjerovanja, svega što se plelo po ovom čudesnom akvatoriju. A u ishodištu svega toga je stajao brod. On je bio stožer oko kojega se sve vrtjelo. Ništa na ovoj neobičnoj točki Jadrana nije bilo moguće bez njega i njegova jedra. Kao i u knjizi Postanka: sve je bilo brod i sve je po njemu postalo. Mi smo on sam. Latinsko idro - to smo mi. (izvor www.latinskoidro.hr)

## Vanjske poveznice
- web stranica udruge Latinsko idro